# Жировичское Евангелие
Жировичское Евангелие ― белорусский рукописный памятник XVI века, получивший название по монастырю в деревне Жировичи Слонимского района Беларуси, где хранился до середины XIX века.

## Художественное оформление
Писано уставом на 404 листах. Украшено заставками, миниатюрами с изображениями евангелистов, многочисленными инициалами. Миниатюры взяты в широкие золочёные рамки, орнаментированные геометрическим и растительным узорами в готическом стиле. В исполнении миниатюр прослеживается связь с византийскими и западноевропейскими традициями.
Рисунок отличается пластичностью, яркой индивидуальностью лиц, жанровостью замысла и мажорным колоритом (кадмиево-красные, синие, зелёные, охристо-золотистые краски).

## Дарственная надпись
На 376-м и 377-м листах по-белорусски сделана дарственная надпись канцлера Великого княжества Литовского Льва Сапеги (отсюда второе название ― «Евангелие Сапеги»). Однако распространенное мнение о создании Евангелия по поручению Л. Сапеги является ошибочным.
Хранится в Научной библиотеке Литвы.